# 母夜叉 (電影)
《母夜叉》（英語：MidNight Lila）是一部於2020年上映的香港劇情長片，由溫日良執導及編劇；由趙碩之、邵仲衡、陳安立、岑樂怡、沈殷怡、黃奕晨主演，電影於2020年7月2日起在UA K11 Art House獨家上映。

## 劇情簡介
《母夜叉》故事描述母親Lila、女兒Tracy和她的一個惡霸無賴、老相好發財哥。在Lila死後，奇怪的事情並在發財哥、他手下Sam及女朋友Fanny身上，可是窮兇極惡的發財哥，完全不怕鬼，令事情演變成為惡人和女鬼兩方劇鬥。 …驚怕、奇異及有趣情況在銀幕逐一出現。期間 Tracy 更遇上刑事偵緝新丁及富二代的Leo，年輕英俊的Leo更成為Tracy的守護者。故事裡面亦有二個重要角色，司徒和Sati，他們除了是道家術士及占卜師外，並更加有特殊身份。二人聯同Lila把故事由他們安排的靈異世界帶到人性醜惡的真實社會面上。 …最後，故事的關鍵是Lila如何為了女兒；彌補自己過錯而作出最大的付出…令到Tracy再一次的感到失去已久的母愛。

## 角色介紹
| 演員            | 角色     | 備註           |
| 趙碩之          | 羅麗娜   | Lila、Lila姐   |
| 邵仲衡          | 崔元發   | 發財哥         |
| 陳安立          | 李言書   | 李Sir、Leo     |
| 岑樂怡          | 唐愛思   | Tracy          |
| 沈殷怡          | 余祖蓮   | Julie          |
| 黃奕晨          | 田 深    | Sam            |
| 陳蕊蕊          | Sita     | 劉夫人         |
| 鄺旨呈 @ 享樂團 | 司徒旨呈 | 司徒、司徒居士 |
| 劉沛蘅          | 錢曼曼   | Molly          |
| 張凱娸          | 何音娸   | Stephanie      |
| 劉 悅           | 關芬妮   | Fanny          |
| 李生衍          | 陳 璟    | 陳老闆         |

## 電影歌曲
| 曲別   | 歌名               | 作曲   | 作詞          | 編曲   | 歌曲監製 | 主唱   |
| ------ | ------------------ | ------ | ------------- | ------ | -------- | ------ |
| 主題曲 | 好想跟你平凡地老去 | 任仲華 | 關栩溢 享樂團 | 享樂團 | 享樂團   | 沈殷怡 |

## 軼事
- 此劇是陳安立、沈殷怡、黃奕晨、劉沛蘅繼香港電視娛樂ViuTV劇集《詭探前傳》後再度合作。
- 此劇是岑樂怡、劉沛蘅、劉悅繼香港電視娛樂ViuTV劇集《地產仔》後再度合作。

## 記事
- 2020年7月2日：本劇於15:00在尖沙咀梳士巴利道18號Victoria Dockside K11 MUSEA L4樓層UA K11 Art House舉行電影首映禮[20][21]。

## 外部連結
- （繁體中文） 海洋創作官方網頁 （页面存档备份，存于）
- （繁體中文） 海洋創作官方的Facebook專頁
- （繁體中文） 海虎再生工作室官方Youtube頻道 （页面存档备份，存于）